# 木香薷
木香薷（学名：Elsholtzia stauntonii）为唇形科香薷属下的一个种。

## 扩展阅读
維基物種上的相關：木香薷